# The Baldy Man
The Baldy Man è una serie televisiva scozzese prodotta dal 1995 al 1998 e interpretata da Gregor Fisher nei panni di Baldy Man. In Italia è stata trasmessa in prima TV dalla TSI alla fine degli anni novanta. La serie venne poi replicata su Italia 1 negli anni duemila.

## Episodi

### Prima stagione
| nº | Titolo originale    | Prima TV Regno Unito |
| -- | ------------------- | -------------------- |
| 1  | New Look / Delegate | 13 aprile 1995       |
| 2  | Keep Fit / Ill      | 27 aprile 1995       |
| 3  | D.I.Y. / Reunion    | 16 agosto 1995       |
| 4  | Tearoom / Pets      | 25 agosto 1995       |
| 5  | Bath / Referee      | 30 agosto 1995       |
| 6  | Hair / Crime        | Non trasmesso        |

### Seconda stagione
| nº | Titolo originale                     | Prima TV Regno Unito |
| -- | ------------------------------------ | -------------------- |
| 1  | Mother's Day / Smell                 | 11 settembre 1997    |
| 2  | Goldrush / God                       | 15 ottobre 1997      |
| 3  | Barbecue / China Doll                | 22 ottobre 1997      |
| 4  | Chauffeur of the Bride / Back Window | 26 ottobre 1997      |
| 5  | Casualty / Baby Sitting              | 25 novembre 1997     |
| 6  | Jigsaw / Murder                      | 17 dicembre 1997     |
| 7  | Litter Avenger / Aliens              | 24 dicembre 1998     |